# Parafia Washington
Parafia Washington (ang. Washington Parish) – parafia cywilna w stanie Luizjana w Stanach Zjednoczonych. Obszar całkowity parafii obejmuje powierzchnię 675,88 mil2 (1 750,54 km²). Według danych z 2010 r. parafia miała 47 171 mieszkańców. Parafia powstała w 1819 roku i nosi imię Jerzego Waszyngtona, pierwszego prezydenta Stanów Zjednoczonych.

## Sąsiednie parafie
- Hrabstwo Walthall (Missisipi) (północ)
- Hrabstwo Marion (Missisipi) (północny wschód)
- Hrabstwo Pearl River (Missisipi) (wschód)
- Parafia St. Tammany (południe)
- Parafia Tangipahoa (zachód)
- Hrabstwo Pike (Missisipi) (północny zachód)

## Miasta
- Bogalusa
- Franklinton

## Wioski
- Angie
- Varnado